# 2023
Évszázadok: 20. század – 21. század – 22. század
Évtizedek: 1970-es évek – 1980-as évek – 1990-es évek – 2000-es évek – 2010-es évek – 2020-as évek – 2030-as évek – 2040-es évek – 2050-es évek – 2060-as évek – 2070-es évek
Évek: 2018 – 2019 – 2020 – 2021 –  2022 – 2023 – 2024 – 2025 – 2026 – 2027 – 2028
2023 májusában az Egészségügyi Világszervezet bejelentette, hogy már nem tekinti vészhelyzetnek a Covid19-pandémiát. Kína több mint 70 év után elvesztette rangját, mint a világ legnépesebb országa, India vette át az első helyet. Az éghajlatváltozás egyre jobban érzékelhető következményeként július hónap a legmelegebb feljegyzett hónap lett az emberiség történetében és a Föld óceánjaiban is rekordmagas átlaghőmérsékleteket mértek.
Mindezek mellett folytatódott a háború Ukrajnában Oroszország 2022-es invázióját követően, illetve Szudánban súlyos összecsapások, Izraelben pedig zavargások robbantak ki. Októberben évtizedek óta a legintenzívebb harcok törtek ki Izrael és a gázai övezetben működő terrorszervezetek között, amely küzdelmeknek civil veszteségei is magasak voltak. Törökországot és Szíriát 7,8-as erősségű földrengés rázta meg februárban, amiben több mint 59 ezer ember vesztette életét. Romániát és dél–délkelet Magyarországot is érték kisebb rengések a hónapban.
Ebben az évben csatlakozott Finnország az Észak-atlanti Szerződés Szervezetéhez, illetve Oroszország visszalépett az Új START nukleáris fegyverkezést korlátozó szerződéstől. Vlagyimir Putyin ellen háborús bűncselekményekért elfogatóparancsot adott ki a Nemzetközi Büntetőbíróság. Az év nagy témája volt még a mesterséges intelligencia fejlődése, amivel megkezdődött az úgynevezett „MI fegyverkezési verseny” magáncégek között, mint az OpenAI és az Alphabet.

## Események

### Január
- január 1.
  - Horvátország bevezeti az eurót és az eurózóna 20. tagállama lesz.[2]
  - Horvátország a schengeni övezet része lesz.[3]
  - Beiktatják hivatalába a 2022. októberi brazil elnökválasztáson győzedelmeskedő, 77 éves Luiz Inácio Lula da Silvát.[4]
  - Az Alaptörvény tizenegyedik módosítása értelmében Magyarországon a megyék elnevezései vármegyékre módosulnak.[5]
  - Svédország veszi át az Európai Unió Tanácsának soros elnökségét Csehországtól.[6]
  - Veszprém közösen a Bakony-Balaton régió településeivel, Temesvárral és a görögországi Elefszínával egy időben lesz a 2023-as év Európa kulturális fővárosa.[7]
- január 3. – megkezdődik az Egyesült Államok Képviselőháza történetének egyik leghosszabb házelnök-választása. Az 1859–1860-as választás óta a leghosszabb és 100 éve az első, ami nem dőlt el az első forduló után.[8]
- január 5. – XVI. Benedek emeritus pápa temetése a római Szent Péter téren. (A szertartást Ferenc pápa vezeti.)[9]
- január 8.
  - Jair Bolsonaro volt brazil elnök követői megostromolják a Nemzeti Kongresszus, az elnöki palota, és a Legfelsőbb Bíróság épületeit.[10]
  - Kína a Covid19-pandémia kezdete óta először megnyitja határait.[11][12]
  - Beninben parlamenti választást tartanak.[13]
- január 9. – Nagy Márton gazdaságfejlesztési miniszter bejelenti, hogy a magyar állam megvásárolja a Vodafone Magyarország Távközlési Zrt. 49%-os tulajdonrészét.[14]
- január 12. – Újbudai rendőrgyilkosság.[15]
- január 13–14. – Elnökválasztás Csehországban.[16] (A győzelemhez szükséges szavazatot egyik jelöltnek sem sikerült megszereznie, így a második fordulóba a nyolc jelölt közül Petr Pavel nyugalmazott tábornok és Andrej Babiš volt kormányfő került be.)[17]
- január 19. – Jacinda Ardern lemond, mint az Új-zélandi Munkáspárt vezetője és Új-Zéland miniszterelnöke.[18][19]
- január 20. – Trinidad és Tobago parlamentje Christine Kangaloo-t választja az ország elnökének.[20]
- január 25. – Chris Hipkins lesz Új-Zéland új miniszterelnöke, hat nappal azt követően, hogy Jacinda Ardern lemondott.[21]
- január 26. – A mátészalkai köztemetőben végső nyugalomra helyezték a két héttel korábban Újbudán megölt Baumann Péter főtörzsőrmestert.
- január 27.
  - A kaliforniai Disneylandben kezdetét veszi az az ünnepségsorozat, amellyel arra emlékeznek, hogy a szórakoztatóipari birodalommá nőtt céget száz éve alapították. (A vállalat ősét Disney Brothers Cartoon Studio néven, 1923. október 16-án hozta létre Hollywoodban Walt és Roy Disney.)[16]
  - Zavargások törnek ki Izraelben, miután egy katonasági razziát követően kilenc palesztin személy életét vesztette a dzseníni menekülttáborban, minek következtében Palesztina tűzballonnal, Izrael pedig rakétákkal lő egymásra. Még ugyanezen a napon hét zsidót meggyilkolnak egy zsinagógában megtorlásként.[22][23]
- január 27–28. – A cseh elnökválasztás második fordulója,[24] amit Petr Pavel nyert meg. (A nyugalmazott tábornok a voksok 58,3%-át kapta meg, míg populista ellenfelére, Andrej Babišra a választók 41,7%-a szavazott.)[25]
- január 31. – Öngyilkos merénylet egy pakisztáni mecsetben (Pesavar, Haibar-Pahtúnhva), amiben legalább 101 ember meghalt és több mint 220-an megsebesültek.[26][27][28]

### Február

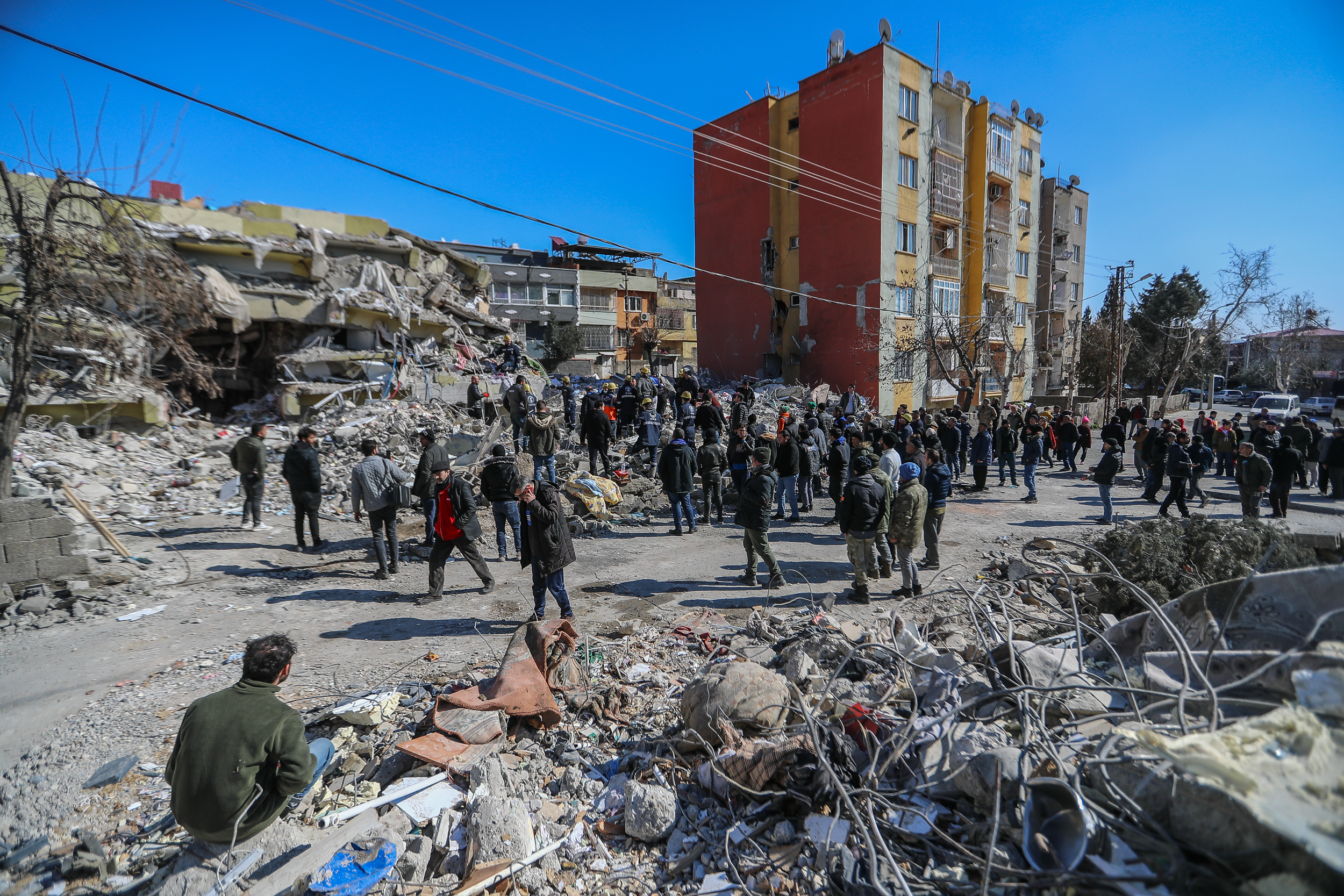
A törökországi földrengések okozta károk Kahramanmaraş városában

- február 4. – Az Egyesült Államok bejelenti, hogy lelőttek egy kínai kémléggömbot Dél-Karolina partjainál. Az előző napokban több ilyen eszközt is felfedeztek Latin-Amerika, Kanada és az Egyesült Államok fölött.[29][30][31]
- február 6. – 7,8-as erősségű földrengés rázza meg Törökországot és Szíriát, aminek következtében legalább 57 000-en életüket vesztik.[32]
- február 11.
  - Egy 8 fős olasz antifa banda megtámad és súlyosan bántalmaz egy járókelőt Budapest Gazdagrét városrészében. (Öt hasonló támadás történik Budapesten, 9 sérülttel.)[33]
  - Natalia Gavrilița előző napi lemondása után Dorin Recean volt belügyminisztert jelölik Moldova új miniszterelnökének, február 16-án lép hivatalba.[34][35]
- február 12. – Níkosz Hrisztodulídisz nyeri a ciprusi elnökválasztást.[36]
- február 13. – Romániát 5,2-es erősségű földrengés rázza meg, amit Magyarország déli–délkeleti részén is érezni lehetett.[37]
- február 21. – Vlagyimir Putyin bejelenti, hogy Oroszország visszalép az Új START nukleáris fegyverkezést korlátozó szerződéstől.[38]
- február 25. – Nigériában új elnököt és parlamentet választanak. (Muhammadu Buhari hivatalban lévő államfő nem indulhatott harmadik mandátumért.[16] Az elnökválasztás győztese, a kormányzó Haladó Erők Kongresszusa (APC) jelöltje, Bola Tinubu lett.)[39]
- február 28. – 57 ember életét veszti egy vonatbalesetben a görögországi Thesszáliában.[40]

### Március
- március 2. – A Belügyminisztérium közzétesz egy, a pedagógusok munkakörülményeit, előmenetelét és státuszát meghatározó jogszabálytervezetet. (A státusztörvényként ismert javaslat új tiltakozási hullámot vált ki a tanárok és a diákok részéről.)[41][42][43]
- március 5.
  - Pekingben megkezdődik a parlament éves ülésszaka,[16] amelyen egyhangú voksolással újra államfővé választják Hszi Csin-pinget (március 10.). (A parlament (Országos Népi Kongresszus, NPC) a 63 éves Li Csiangot nevezi ki miniszterelnöknek.)[44]
  - Parlamenti választás Észtországban, ahol ismét Kaja Kallas alakít kormányt, miután az általa vezetett jobbközép Észt Reformpárt – amely a szavazatok 31,2%-ával az első helyen végez – koalícióra lép a centralista Észtország 200 nevű párttal és a szociáldemokratákkal.[45]
- március 9. – Beiktatják hivatalába Petr Pavel cseh köztársasági elnököt.[46]
- március 11. – 19 autó kiégésével járó tömegbaleset az M1-es autópályán.[47]
- március 17. – A Nemzetközi Büntetőbíróság elfogatóparancsot adott ki Vlagyimir Putyin ellen háborús bűnök elkövetésének vádjával. (Ez volt az első alkalom, hogy az ENSZ Biztonsági Tanácsa egyik tagja ellen ilyen intézkedést végeztek.)[48][49]
- március 21. – Kína és Oroszország, majd néhány nappal később Brazília is megállapodik a zsenminpi széleskörű használatában.[50][51][52]
- március 26. – Tordai Bence országgyűlési képviselő a Párbeszéddel a Zöld Magyarországért! elnevezésű rendezvényén bejelenti, hogy a a Párbeszéd Magyarországért (PM) párt Párbeszéd – A Zöldek Pártja néven folytatja tovább tevékenységét.[53]
- március 27.
  - 182 igen és 6 nem szavazattal a magyar parlament elfogadja Finnország csatlakozását az Észak-atlanti Szerződés Szervezetéhez (NATO),[54] az Észak-atlanti Szerződéshez való finn Csatlakozási Jegyzőkönyvet másnap törvényben kihirdeti.[55]
  - A salvadori parlament, Nayib Bukele elnök kezdeményezésére megszavazza a rendkívüli állapotot, és háborút hirdet az utca bandák ellen.[56] (Mindezt az váltotta ki, hogy az egyik hírhedt utcai banda, a Mara Salvatrucha két nap leforgása alatt 76 embert ölt meg. A megszavazott intézkedések értelmében 30 napig nem lehetett élni a gyülekezési joggal, a letartóztatás feltételei is „lazábbak lettek”, valamint könnyebbé tették a lehallgatást és a levelekben zajló kommunikációhoz való hozzáférést.)[57]
- március 30. – Donald Trump volt amerikai elnök ellen vádat emel egy manhattani vádesküdtszék.[58]
- március 31. – A magyar Országgyűlés – figyelemmel az orosz–ukrán háború egyéves évfordulójára – egy békepárti határozatot fogad el.[59] (Az országgyűlési határozat tartalmazza többek között a béke melletti elkötelezettséget, elitélve Oroszország katonai agresszióját, továbbá Ukrajna jogát az önvédelemhez.)[60]

### Április
- április 2.
  - Parlamenti választás Finnországban, a Petteri Orpo vezette Nemzeti Koalíció kapja a legtöbb szavazatot.[61][62]
  - Parlamenti választás Bulgáriában, a GERB—SDS kapta a legtöbb szavazatot.[63]
  - Elnökválasztás második fordulója Montenegróban, amit Jakov Milatović nyer meg.[64][65]
  - Parlamenti választás Andorrában, amin a Demokraták Andorráért párt többséget nyert el.[66]
- április 4. – Finnország csatlakozik az Észak-atlanti Szerződés Szervezetéhez, annak 31. tagjaként.[67]
- április 10. – A Digitális Valuta Pénzügyi Hatóság (Digital Currency Monetary Authority, DCMA) bejelenti, hogy létrehozza a Nemzetközi Pénzügyi Bank Digitális Valutát (International Central Bank Digital Currency, CBDC).[68][69]
- április 13. – A magyar kormány bejelenti Magyarország kilépését a Nemzetközi Beruházási Bankból.
- április 14. – Kína és Brazília megállapodik abban, hogy a továbbiakban az egymás közötti kereskedelemben saját valutáikat használják.[70]
- április 15.
  - A budapesti nyitóünnepséggel kezdetét veszi a 10. Nemzetközi Színházi Olimpia. (A július 1-jéig országszerte  csaknem 100 helyszínen megvalósuló rendezvényen 58 ország – 400 társulata 750 produkcióval – 7 500 fellépőjével képviseltette magát.)[71][72]
  - A Loongson kínai vállalat a Henan tartománybeli (Kína) Hebiben bejelenti, hogy a továbbiakban szállítja az LS3D5000 típusú 32 magos processzort, mely LA464 magokat használ. Órajele 2 GHz, és 64 MB L3 gyorsítótárral rendelkezik, amelyet a két komplex megosztva használ.[73]
  - Súlyos összecsapások robbannak ki Szudán-szerte az Abd el-Fattáh el-Burhán tábornok által vezetett hadsereg és a Mohamed Hamdan Dagalo tábornok által irányított félkatonai szervezet, a Gyorsreagálású Erők (RSF) között.[74]
- április 19. – A China Construction Bank (Kínai Építési Bank, CCB), a világ második legnagyobb hitelintézete fióktelepet nyit Magyarországon.[75]
- április 20.
  - Hibrid napfogyatkozás Délkelet-Ázsia, Ausztrália és Új-Zéland felett.[76][77]
  - Elindítják a világ valaha épített legnagyobb hordozórakétáját, a SpaceX Starshipjét, ami négy perccel felemelkedése után felrobban.[78]
- április 24. – A közoktatást átalakító státusztörvény ellen tiltakozó tüntetők a Karmelita kolostorhoz vonulnak és ellenzéki politikusokkal együtt elbontják az épület melletti kordont, a rendőrök könnygázt is használnak a tüntetők ellen.[79][80]
- április 27.
  - Az ENSZ Biztonsági Tanácsa egyhangú szavazással elfogadott határozatban szólítja fel az Afganisztánt irányító tálibokat, hogy biztosítsák „a nők és lányok teljes, egyenlő, érdemi és biztonságos” részvételi lehetőségeit.[81]
  - Novák Katalin köztársasági elnök a közelgő pápalátogatásra hivatkozva kegyelmet ad Budaházy Györgynek és a Hunnia-per jogerősen elítélt vádlottainak.[82]
- április 28–30. – Ferenc pápa látogatása Magyarországon.[83]
- április 30.
  - Elnökválasztás Paraguayban,[84] mely a 44 éves Santiago Peña közgazdász győzelmével zárul, akinek a szavazatok csaknem 43%-a is elég volt, mert két legnagyobb riválisa megosztotta az ellenzéki tábort. (Ezzel megőrizte a hatalmat a – hétmilliós latin-amerikai országot 1974 óta, mindössze öt évet leszámítva vezető – jobboldali Colorado Párt.)[85]
  - Az Üzbegisztánban megtartott népszavazáson részt vevők több mint 90%-a jóváhagyja azt az alkotmánymódosítást, amely szerint ötről hét évre emelik az államfő mandátumát, és ezzel együtt „lenullázzák” a 2016-ban hatalomra jutott Savkat Mirzijojev által betöltött, 2026-ban lejáró két elnöki időszakot.[86]

### Május
- május 3.
  - A magyar Országgyűlés egy politikai nyilatkozatot ad ki, mely többek között kimondja, hogy Magyarország „alkotmányos önazonosságának és keresztény kultúrájának védelme érdekében a migrációt meg kell állítani, a határokat meg kell védeni és a kibocsátó országoknak helyben kell segítséget nyújtani”.[87]
  - A státusztörvény ellen tiltakozó tüntetők a Karmelita kolostorhoz vonulnak, ahol áttörik az épület melletti kordont, a rendőrök könnygáz használatával szorítják vissza a főleg diákokból álló tömeget. Öt tüntetőt előállítottak, köztük Tompos Márton momentumos országgyűlési képviselőt.[88][89][90][91]
- május 5. – Az Egészségügyi Világszervezet bejelenti, hogy már nem tekinti vészhelyzetnek a Covid19-pandémiát, de továbbra is járványként kezeli.[92][93]III. Károly brit király és Kamilla királyné integet a Buckingham-palota erekélyéről

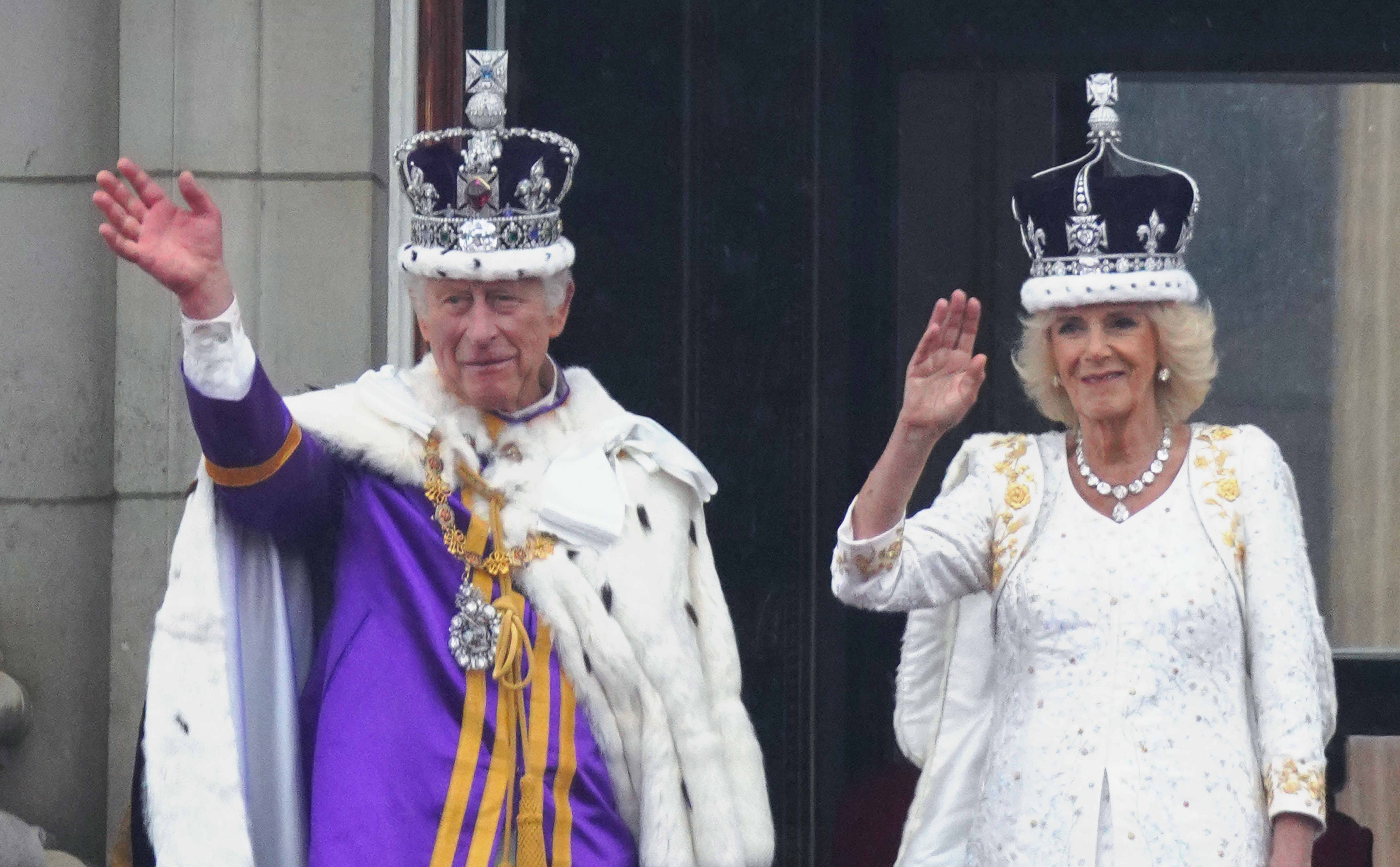
III. Károly brit király és Kamilla királyné integet a Buckingham-palota erekélyéről

- május 6. – III. Károly brit király és feleségének, Kamillának az Egyesült Királyság és a Nemzetközösség többi birodalma királyává és királynéjává koronázása.[94][95]
- május 7.
  - Szíria ismét tagja az Arab Ligának, miután azt 2011-ben felfüggesztették.[96]
  - Zuzana Čaputová szlovák államfő a Szlovák Nemzeti Bank alelnökét, Ódor Lajost kéri fel egy szakértői kormány megalakítására.[97]
- május 9–13. – Liverpoolban rendezik meg a 2023-as Eurovíziós Dalfesztivált.[98]
- május 11. – A magyar kormány újabb fél évvel meghosszabbítja a háborús veszélyhelyzetet.[99]
- május 14.
  - Elnök- és parlamenti választás Törökországban. Az elnökválasztáson a hivatalban levő elnök, Recep Tayyip Erdoğan és az ellenzéki jelölt, Kemal Kılıçdaroğlu sem tudta megszerezni a szavazatok több mint 50%-át, ezért május 28-án második fordulót tartanak.[100][101]
  - Képviselőházi választás Thaiföldön,[102] ami a liberális reformokat hirdető Haladjunk Előre ellenzéki párt győzelmével zárul.[103] (Ennek ellenére a parlament augusztus közepén Szrettha Thaviszin ingatlanmágnást, a második helyen befutó populista Pheu Thai párt jelöltjét bízta meg a kormányalakítással.)[104]
- május 15. – Szlovákiában hivatalba lép Ódor Lajos miniszterelnök és megalakul szakértői kormánya.[105]
- május 16. – Balatonfőkajáron átadják az autó- és motorsportra egyaránt alkalmas Balaton Park Circuit versenypályát.[106][107]
- május 19. – Diáktüntetés a státusztörvény ellen Budapesten, a tüntetők előbb a Kossuth térről az Oktogonig vonulnak, majd több beszéd elhangzása után a Fidesz Lendvay utcai székházához mennek, ahol rendőrsorfal állja útjukat. (A kialakult dulakodás után több tüntetőt előállítottak.)[108][109][110]
- május 21. – Parlamenti választás Görögországban.[111] (Hatalmas fölénnyel nyerte meg ugyan a választást a Kiriákosz Micotákisz kormányfő vezette Új Demokrácia konzervatív párt (40,8%), de a megszerzett 146  mandátum öttel kevesebb lett az abszolút többségnél a 300 fős törvényhozásban.)[112]
- május 22.
  - Terrortámadás a MOL pakisztáni leányvállalata, a MOL Pakistan Oil and Gas Company Mainji Khel-i (Hanku körzet) olajkútja ellen.[113][114]
  - Átadják az M3-as metró Lehel téri és Nagyvárad téri, megújult állomásait, ezzel befejeződik a metróvonal 2017 óta tartó rekonstrukciója.[115]
- május 23. – Megnyílik a Madame Tussauds Budapesten, a Dorottya utcában.[116]
- május 25. – Megállapodást írt alá Oroszország és Belarusz, amely értelmében orosz taktikai nukleáris fegyvereket telepítenek Belarusz területére.[117][118]
- május 28. – Az elnökválasztás második fordulója Törökországban, amit a hivatalban lévő Recep Tayyip Erdoğan nyert meg, a szavazatok 52,14%-ának megszerzésével.[119]
- május 29. – Több mint 30 KFOR-katona és 52 szerb tüntető sebesül meg, amikor a Koszovó északi, többségében szerbek lakta részén lévő Zvecsanban összecsapás tör ki a békefenntartók és az albán nemzetiségű polgármesterek kinevezése ellen tiltakozó tüntetők között.[120] (A tömegoszlatás során 27 magyar katona sebesült meg, közülük tizenöten súlyosan.)[121]
- május 30. – Megkezdődnek a Budapest-Belgrád gyorsvasút vágánylefektetési munkái Kunszentmiklós és Tass között.[122]
- május 31. – Lettország parlamentje, a Saeima Edgars Rinkēvičset választja meg az ország elnökének, aki július 8-án lép hivatalba.[123]

### Június
- június 2. – Az indiai Orisza államban történt vonatbalesetben közel 300 ember vesztette életét és 1000-en megsérültek, amikor egy személyszállító vonat kisiklott, nekiütközött egy álló teherszerelvénynek, majd az ütközéstől egy harmadik vágányra borult a személyvonat több kocsija és ezekbe rohant bele egy az ellenkező irányból érkező szerelvény.[124][125]
- május 5–8. – Magyarországon rendezik meg az MCC Budapesti Békefórumot (MCC Budapest Peace Forum).[126]
- június 6. – Az orosz hadsereg felrobbantja a Dnyeper folyón lévő Kahovkai-víztározó gátját a kahovkai vízerőműnél, az ukrajnai Herszoni területen lévő Nova Kahovka közelében.[127] (A gátszakadás miatt árhullám indult el a folyó mentén.)
- június 8. – Az Orosz Ortodox Egyház az orosz-ukrán háborúban hadifogságba esett 11 kárpátaljai magyar[128] hadifoglyot ad át a Magyar Máltai Szeretetszolgálatnak.[129] (Emiatt az ukrán külügyminisztérium bekérette a magyar nagykövetet, mivel ukrán állampolgárok átadásáról az anyaország megkerülésével tárgyaltak a felek.)[130][131]
- június 11. – Előrehozott parlamenti választás Montenegróban.[132] (A választáson az Európa Most Mozgalom (PESZ) szerepelt a legjobban a voksok 25,7%-ának megszerzésével. A második helyen a Szocialisták Demokratikus Pártja (DPSZ) végzett a szavazatok 23,7%-ával, míg a harmadik, 14,7%-al a Demokrata Front vezette Montenegró Jövőjéért szövetség lett.)[133]
- június 14.
  - Tudósok először létrehoztak emberi embriót őssejtekből, petesejt és ondó felhasználására való szükség nélkül.[134]
  - Legalább 80 ember meghalt és 500 ember eltűnt, miután egy menekülteket szállító hajó elsüllyedt Peloponnészosz partjainál.[135]
- június 15. – Megnyílik a brassói nemzetközi repülőtér.[136]
- június 18. – Az OceanGate Expeditions nevű magáncég, Titan nevű merülőhajójának balesete. A Titanic roncsához turistákat szállító tengeralattjáró a mélytengeri nyomás hatására valószínűleg összeroppant, melynek mind az öt utasa életét vesztette.[137][138][139]
- június 20.
  - Az észt parlament 55:34 arányban elfogadja az azonos neműek házasságkötéséről szóló törvényt, amely várhatóan 2024 januárjában lép hatályba.[140]
  - Szlovákia parlamentje népirtásnak ismeri el az ukrajnai holodomort.[141]
- június 21. – Egy horvátországi hadgyakorlaton lezuhan a Magyar Légierő egyik H145M típusú helikoptere. A fedélzeten tartózkodó három katona életét vesztette.[142]
- június 23–24. – A Wagner-csoport lázadása Oroszországban.[143]
- június 25. – A guatemalai elnökválasztás első fordulója, melyből Juan José Arévalo egykori elnök fia, Bernardo Arévalo és a szociáldemokrata Sandra Torres Casanova kerül be a második fordulóba.[144]
- június 27. – Nanterre-ben, Párizs elővárosában egy közúti ellenőrzést végző francia rendőr intézkedés közben lelőtte Nájel Merzúkot, egy 17 éves  marokkói származású francia fiút, aki nem volt hajlandó leállítani autóját, miután többször is felszólították. Országszerte zavargások kezdődnek.[145][146]
- június 28. – Varga Judit igazságügyi miniszter bejelenti lemondását, július 31-ig marad tárcája élén. Sajtóértesülések szerint a 2024-es európai parlamenti választáson a Fidesz listavezetője lehet.[147] Utódja igazságügyi miniszterként Tuzson Bence, a Miniszterelnöki Kabinetiroda kormányzati államtitkára lesz.[148][149]
- június 29. – Az Európai Unió állam és kormányfőinek tanácskozásán Orbán magyar és Morawiecki lengyel kormányfő megakadályozta az Európai Tanács migrációval kapcsolatos közös álláspont és közlemény kiadását. (Lengyelország és Magyarország továbbra is elzárkózik  attól, hogy az EU újra megpróbálkozzon a migránsok európai szétosztásának korábban már elbukott kísérletével.)[150][151]
- június 30. – Ausztria lezárja a Somfalva–Ágfalva határátkelőt.[152]

### Július
- július 1. – Az Egyesült Államokból egy Falcon 9-es hordozórakétával útnak indul az Európai Űrügynökség Euclid űrtávcsöve, amelynek feladata a sötét anyag és a sötét energia tanulmányozása.[153]
- július 3.
  - A legnagyobb katonai fellépésként Ciszjordániában a második intifáda óta, Izrael katonákat küld a dzseníni menekülttáborba, melynek során tizenhárom palesztin személy életét veszti és közel százan megsebesülnek. (A Hamász másnap válaszként végrehajtott egy támadást Tel-Avivban, amiben kilencen megsérültek.)[154][155]
  - Gulyás Gergely Miniszterelnökséget vezető miniszter bejelent, hogy az eddig az igazságügyi tárcához tartozó európai uniós ügyeket Varga Judit miniszter távozása után Bóka János, az Igazságügyi Minisztérium európai uniós ügyekért felelős államtitkára miniszterként fogja irányítani.[156][157]
- július 4. – Novák Katalin köztársasági elnök kinevezi Tuzson Bencét igazságügyi, Bóka Jánost pedig európai uniós ügyekért felelős miniszternek, akik ezután az Országgyűlésben leteszik miniszteri esküjüket. (A két új miniszter augusztus 1-jétől tölti be hivatalát.)[158]
- július 5. – Novák Katalin aláírja a pedagógusok által sérelmezett státusztörvényt,[159] mivel az államfő úgy ítélte meg, hogy az Országgyűlés által elfogadott új pedagóguséletpálya-törvény „tartalmilag más, mint amely tiltakozást váltott ki, és biztosítja a köznevelési rendszer működőképességének fenntartását és megteremti a béremelés alapját”.[160]
- július 7. – A 13 éve hivatalban lévő Mark Rutte holland miniszterelnök benyújtja lemondását, mivel a bevándorlási politika ügyében kirobbant koalíciós vitát követően összeomlott az általa vezetett kormány, de a következő választásokig az ügyvezető kormány feje marad.[161] (Három nappal később bejelentette, hogy nem indul újra az ötödik kormányfői ciklusáért, és hogy a novemberben esedékes választásokat követően visszavonul a politikától.)[162]
- július 9.
  - A 2016 óta hivatalban lévő Shavkat Mirziyoyev nyeri az előrehozott üzbegisztáni elnökválasztást.[163] (A választást azután írták ki, hogy az év elején népszavazással jóváhagyták az alkotmány módosítását, amely az államfői mandátumot az addigi ötről hét évre növeli.)[164]
  - Új-Zéland és az Európai Unió szabadkereskedelmi megállapodást köt.[165]
- július 23.
  - Parlamenti választás Spanyolországban,[166] a legtöbb széket a Néppárt nyeri el.[167] (VI. Fülöp spanyol király augusztus közepén egyeztet a parlamenti pártok vezetőivel a kormányalakításról,[168] s miután a választásokon győztes konzervatív Néppárt elnöke, Alberto Núñez Feijóo nem kapta meg a parlament támogatását, október elején a király a szocialista Pedro Sánchez ügyvivő miniszterelnököt, a Spanyol Szocialista Munkáspárt (PSOE) főtitkárát kérte fel kormányalakításra.)[169]
  - Parlamenti választás Kambodzsában, minden országgyűlési széket a Néppárt szerez meg.[170]
- július 26. – Nigerben egy puccs után a hadsereg átveszi az irányítást az ország fölött.[171]

### Augusztus
- augusztus 1.
  - A globális felmelegedés következtében a világ óceánjainak átlaghőmérséklete 20,96 °C, megdöntve a 2016-ban beállított rekordot. Ezek mellett július hivatalosan a legmelegebb feljegyzett hónap az emberiség történetében. (2024-ben a rekord ismét megdőlt.)[172][173][174]
  - A Magyar Államvasutak Zrt. megszünteti a személyszállítást 10 vasúti mellékvonalon és vonalszakaszon.[175]
- augusztus 4. – Két év és két hónap lezárás után újra átadják a forgalomnak a felújított Széchenyi lánchidat, amelyen csak a gyalogos-, kerékpáros- és tömegközlekedés engedélyezett.[176]
- augusztus 4–6. – Áradások Szlovéniában. A heves esőzések nyomán az ország északkeleti és középső részén kialakult árvizek miatt több ezer embert evakuálnak, a Robert Golob miniszterelnök által Szlovénia történetének legsúlyosabb természeti katasztrófájaként jellemzett áradások legalább hat halálos áldozatot követelnek és legkevesebb félmilliárd eurós károkat okoznak.[177][178]
- augusztus 8. – Maui szigetén több mint 68 négyzetkilométernyi területen égtek erdőtüzek, aminek következtében több mint százan életüket vesztették.[179]
- augusztus 10. – Karsai Dániel alkotmányjogász saját betegsége kapcsán keresetet nyújt be a strasbourgi Emberi Jogok Európai Bíróságához, mivel álláspontja szerint az életvégi döntések meghozatalának (eutanázia) magyarországi tilalma sérti az alapvető emberi jogokat, ezzel kezdetét veszi a Karsai vs. Magyarország per.[180][181][182]
- augusztus 14. – Lemond tisztségéről Krišjānis Kariņš lett miniszterelnök, miután áthidalhatatlan ellentétek alakultak ki – a kormány összetételének megváltoztatása kapcsán – a jobbközép koalíciót alkotó pártok között.[183][184]
- augusztus 19. – Az orosz Luna–25 leszállóegység a Hold felszínébe csapódott és megsemmisült.[185]
- augusztus 20. – Bernardo Arévalo fölényesen nyeri a guatemalai elnökválasztás második fordulóját. (2024. január 14-én teszi le az elnöki esküt, váltva ezzel a poszton a népszerűtlen jobboldali államfőt, Alejandro Giammatteit, aki az alkotmány értelmében már nem indulhatott újra a székért.)[144]
- augusztus 21. – A Roszatom megkezdi a Paks II. Atomerőmű projekt kivitelezését.[186]
- augusztus 23.
  - Sikeres landolást hajt végre a Csandraján–3 (Chandrayaan–3) indiai űrhajó leszállóegysége a Hold déli sarkának közelében.[187][188][189]
  - Oroszországban, a Tveri területen lezuhan egy magánrepülőgép, amelynek utaslistáján Jevgenyij Prigozsin és Dmitrij Utkin is szerepelt. A szerencsétlenségnek nem volt túlélője, így a Wagner-csoport vezetői feltehetően életüket vesztették további nyolc emberrel együtt.[190][191][192]
- augusztus 26. – Elnök- és parlamenti választás Gabonban.[193] (A szavazatok 64,27°%-ával – a hivatalért harmadszor is induló államfő – Ali Bongo Ondimba nyeri az elnökválasztást,[194] négy nappal később azonban, katonatisztek egy csoportja, Brice Oligui Nguema tábornok vezetésével megbuktatja.[195] A puccsisták semmissé nyilvánítják a választások eredményét.)[196]

### Szeptember
- szeptember 1. – Tharman Shanmugaratnam Szingapúr új megválasztott elnöke, a szavazatok több mint 70%-ának megszerzésével.[197]
- szeptember 4. – Leteszi hivatali esküjét Gabon ideiglenes államfője, Brice Oligui Nguema tábornok.[198] (Az augusztus 30-ai puccsal hatalomra került junta – a hadsereg legbefolyásosabb egységének parancsnokát – még aznap kinevezi a nyugat-afrikai állam átmeneti vezetőjének.)[199]
- szeptember 4–6. – A kenyai Nairobiban rendezik meg az Első Afrikai Klímacsúcsot, ahol a szén-dioxid-kibocsátás csökkentése érdekében egy új finanszírozási mechanizmus bevezetésére tettek javaslatot.[200] (A csúcson kiadott Nairobi nyilatkozat felszólítja a világ gazdag országait, hogy sürgősen formálják át Afrika éghajlati finanszírozását, továbbá javasolták, hogy vezessenek be globális szénadót, melynek része lenne a fosszilis energiahordozók kereskedelmére, a tengeri szállításra és a repülésre kivetett sarc.)[201]
- szeptember 7. – Nevét megőrizve, Második Reformkor (2RK) néven párttá alakul Vona Gábor korábbi Jobbik-elnök alapítványa.[202]
- szeptember 8. – Földrengés rázza meg Marokkó Marrákes–Szafi régióját, amiben közel 3000 ember életét vesztette.[203]
- szeptember 9. – A G20-as csúcstalálkozón India, az Egyesült Államok, Szaúd-Arábia, az Egyesült Arab Emírségek és az Európai Unió megállapodik az India–Közép-Kelet-Európa-korridor (IMEE-EC) létesítésében,[204] míg az Afrikai Unió a G20-ak huszonegyedik állandó tagja lesz.[205]
- szeptember 10. – A Daniel ciklon partot ér Líbiában, ahol pusztítása következtében több mint 5000 ember életét vesztette és 10–100 ezren eltűntek.[206]
- szeptember 19. – Azeri offenzíva az örmény Hegyi-Karabah ellen.[207] (Azerbajdzsán egy nap alatt elfoglalta az örmények lakta területet.)[208][209]
- szeptember 20. – Esztergomi rendőrgyilkosság.[210]
- szeptember 24. – Visszatér a Földre, és az Egyesült Államok Utah államában landol a NASA OSIRIS-REx nevű szondája, amely első alkalommal hoz mintát aszteroidáról. (A szondát 2016. szeptember 8-án indították útnak, és még azon év december 3-án elérte a Bennu aszteroidát.)[16]
- szeptember 30. – Előrehozott parlamenti választás Szlovákiában,[211] melyen a Robert Fico vezette Smer végez az első helyen, 42 mandátumot szerezve.[212] (Zuzana Čaputová államfő október 2-án Ficót megbízza a kormányalakítással.)[213]

### Október
- október 2. – Fiziológiai és orvostudományi kategóriában Karikó Katalin magyar biokémikusnak és kollégájának, Drew Weissman amerikai mikrobiológusnak ítélik oda a Nobel-díjat. (A módosított nukleozidokkal kapcsolatos felfedezéseikkel érdemelték ki az elismerést, amelyek lehetővé tették a Covid–19 elleni hatékony mRNS-vakcinák kifejlesztését. Karikó az első magyar nő, aki megkapta az elismerést.)[214][215]
- október 3. – A fizikai Nobel-díjat Krausz Ferenc – egyenlő arányban megosztva – kapja Pierre Agostinivel és Anne L’Huillier-vel az atommag körül rendkívül gyors mozgással keringő negatív töltetű részecskék, az elektronok lefényképezésének lehetővé tételéért.[216]

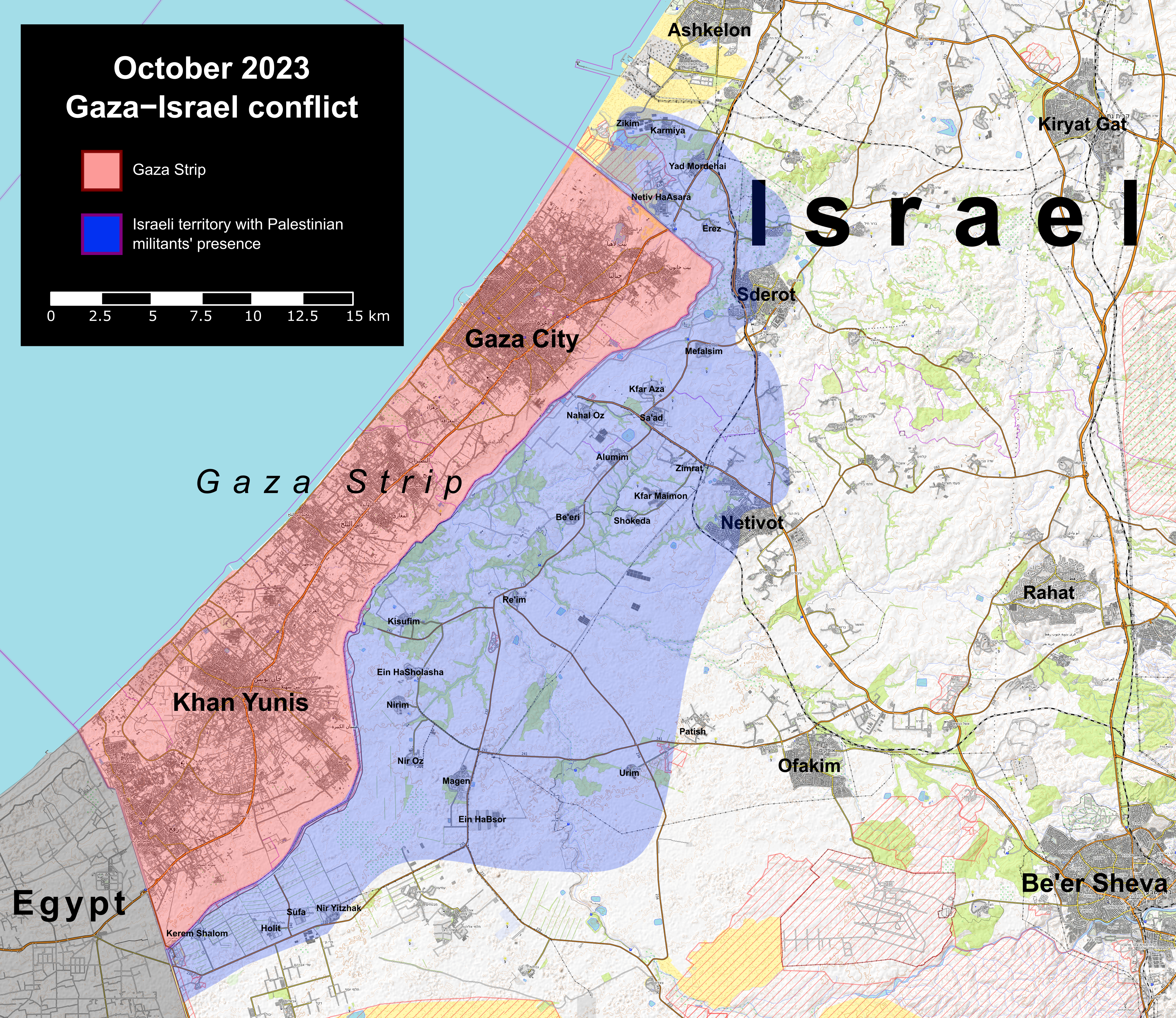
Október 7.: A Hamász az elmúlt évtizedek legnagyobb támadását indítja Izrael ellen

- október 7. – Háború tör ki Izrael állam és a gázai övezetben működő iszlamista terrorszervezet, a Hamász között.[217] (Izrael hivatalosan október 8-án üzent hadat, de a konfliktus az előző nap kezdődött.)[218][219]
- október 8. – Parlamenti választás Luxemburgban,[220] melyen az ellenzéki Keresztényszociális Néppárt (CSV) szerzi meg a legtöbb mandátumot. (A szavazatok 29,2%-ával 21 mandátumot szerzett a 60 tagú törvényhozásban.)[221]
- október 14.
  - Gyűrűs napfogyatkozás Észak-Amerika, Közép-Amerika és Dél-Amerika felett.
  - Parlamenti választás Új-Zélandon.
- október 15. – Parlamenti választás Lengyelországban.[222] (A országot nyolc éve vezető, jobboldali konzervatív Jog és Igazságosság (PiS) megnyeri ugyan a választást, de elvesztette a többségét és vele a lehetőséget a további kormányzásra.)[223]
- október 16. – Iszlamista terrortámadás svéd futballrajongók ellen Brüsszelben.[224]
- október 17.
  - Orbán Viktor miniszterelnök Pekingben tárgyal Vlagyimir Putyin orosz elnökkel.[225][226]
  - Megkezdődik a 2023. októberi házelnöki választás az Amerikai Egyesült Államok Képviselőházában. (A folyamat október 25-én ért véget, Mike Johnson győzelmével.)
- október 22.
  - Parlamenti választás Svájcban.
  - Parlamenti képviselőket, kormányzókat és elnököt is választ Argentína.[16] (A kormányzó peronista koalíció jelöltje, a baloldali Sergio Massa gazdasági miniszter nyeri az elnökválasztás első fordulóját a szavazatok 36,6%-ával.)[227]
- október 25. – Szlovákiában megalakul a Robert Fico vezette hárompárti koalíciós kabinet.[228]
- október 28. – Mike Pence, Donald Trump volt alelnöke visszalép a 2024-es republikánus párti előválasztástól.[229]

### November

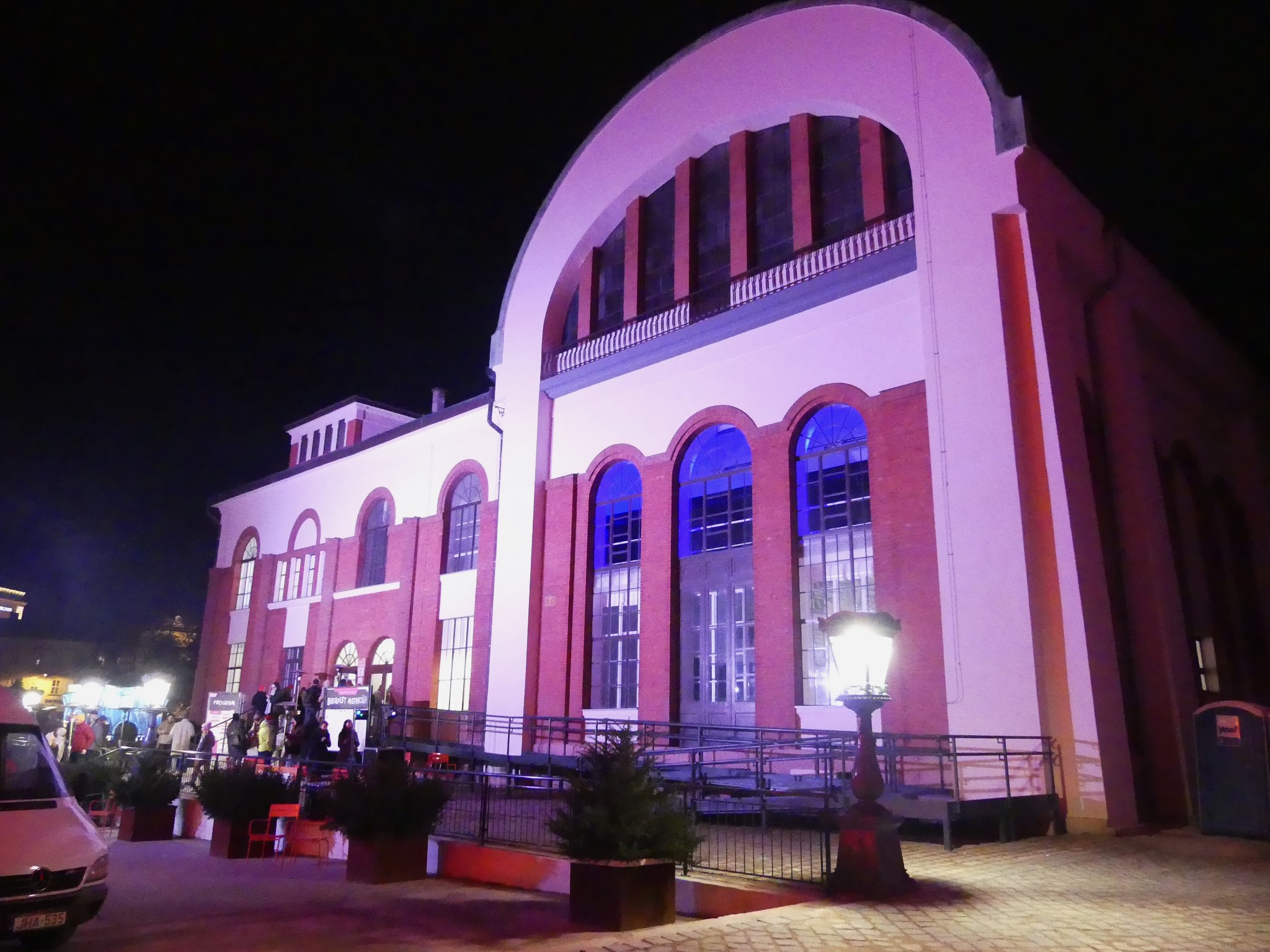
Az Óbuda, Pest és Buda egyesítésének 150. évfordulójára megnyitott Merlin Színház

- november 1. – Megrendezik az első mesterséges intelligencia-biztonsági csúcstalálkozót az Egyesült Királyságban, ahol 28 ország írja alá  a „világelső megállapodást” a mesterséges intelligencia legkockázatosabb formáinak kezeléséről.[230][231][232]
- november 2. – A The Beatles megjelenteti a Now and Then című, az együttes utolsó dalának tituált felvételét, amelyen a még élő tagok mellett John Lennon mesterséges intelligenciával helyrehozott 1977-es eredeti hangja, valamint George Harrison 1995-ben felvett ritmusgitárrészletei is hallhatóak.[233][234]
- november 6.
  - Az Országgyűlés határozatban járul hozzá ahhoz, hogy a Magyar Honvédség – tanácsadási, támogatási és harctéri mentorálási feladatokat lásson el, az ott tartózkodó magyar állampolgárokat és a helyben lévő magyar érdekeltségeket oltalmazza, továbbá a terrorizmus elleni küzdelem támogatása érdekében – egy, legfeljebb 200 fős kontingense 2025. december 31-ig Csád területén állomásozhasson.[235]
  - Az Országgyűlés ismét felhatalmazza a kormányt, hogy újabb 180 nappal, 2024. május 24-ig meghosszabbítsa a már másfél éve érvényben lévő háborús veszélyhelyzetet és különleges jogrendet.[236][237]
  - A „jó parlamenti hagyományok folytatásaként” az október 15-ei választáson legtöbb mandátumot szerzett párt, a Jog és Igazságosság (PiS) miniszterelnök-jelöltjét, Mateusz Morawiecki ügyvezető kormányfőt bízza meg kormányalakítással Andrzej Duda lengyel államfő.[238] (Új kormányának beiktatására november 27-én került sor.)[239]
- november 7.
  - 2023-as választások az Amerikai Egyesült Államokban.
  - Lemond António Costa portugál szocialista miniszterelnök, miután a rendőrség házkutatást tartott a hivatalos rezidenciáján, az ügyészség pedig bejelentette, vizsgálatot indított ellene korrupció gyanújával. (A nyomozás a tervezett lítiumbányák, valamint egy zöldhidrogén-projekt miatt vette kezdetét.)[240][241]
- november 9. – Először sikeres szemtranszplantációt vittek véghez a New York Egyetem orvosai.[242]
- november 11. – Minden eddiginél többen, legalább 300 ezren tüntettek Londonban a palesztinok mellett, tűzszünetet követelve az Izrael és a Hamász közötti háborúban. (Ez volt az ötödik olyan szombat egymás után, amikor tüntetők vonultak a brit főváros utcáira, tiltakozva a Gázai övezetben zajló izraeli hadműveletek ellen. A rendőrség többtucatnyi ellentüntetőt őrizetbe vett.)[243][244]
- november 17. – Óbuda, Pest és Buda egyesülésének 150. évfordulóján megnyitják Budapest belvárosában a Károly körút és a Városház utca közötti közterületet és a 12 éve bezárt Merlin Színházat.[245]
- november 18. – A Fidesz 30. kongresszusán egyedüli jelöltként Orbán Viktort választják a párt elnökének újabb két évre.[246]
- november 19. – Az argentin elnökválasztás második fordulója.[227] (Az elnökválasztás a jobboldali, populista Javier Milei nyeri a szavazatok csaknem 56%-ával, míg ellenfele, Sergio Massa 44%-ot kapott.)[247]
- november 20. – Jemeni húszik elfoglalják a Vörös-tengeren, bahamai zászló alatt közlekedő,  a Nippon Yusen által üzemeltetett Galaxy Leader teherhajót.[248]
- november 22. – Geert Wilders szélsőjobboldali, iszlámellenes politikus pártja, a Szabadságpárt szerzi meg a legtöbb széket a képviselőházban a holland általános választáson.[249]
- november 23. – Hivatalba lép Ecuador újonnan megválasztott elnöke, Daniel Noboa.[250]
- november 30. – Az Orosz Legfelsőbb Bíróság a nemzetközi LMBTQ-mozgalmakat szélsőségesnek, oroszországi tevékenységüket pedig törvénytelennek nyilvánította.[251]

### December

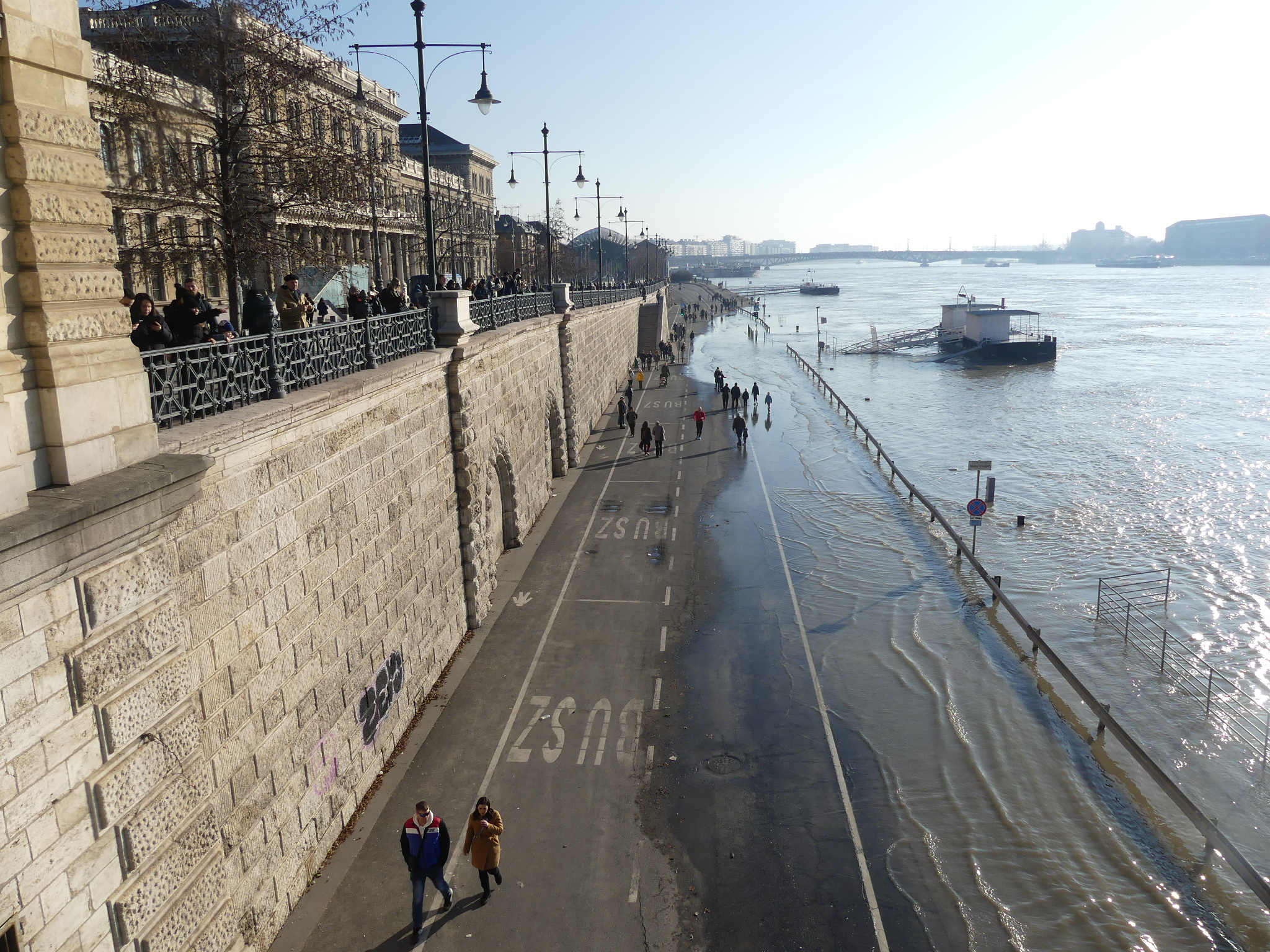
Árad a Duna a Közgazdasági Egyetem alatt

- december 11. – Megbukik Mateusz Morawiecki kormánya Lengyelországban.[252] (Két nappal később hivatalba lépett a Donald Tusk vezette új, többpárti kormány.)[253]
- december 15. – Szijjártó Péter magyar külgazdasági és külügyminiszter bejelenti, hogy a kínai BYD Auto Szegeden építi fel első európai elektromos autó gyárát.[254]
- december 17. – Előrehozott parlamenti választás Szerbiában,[255] amit a kormányzó Szerb Haladó Párt nyert jelentős fölénnyel, így többséget szerezve a törvényhozásban.[256] (Több ezren vonultak utcára, hogy követeljék a parlamenti és helyhatósági választások érvénytelenítését.)[257][258]
- december 18.
  - Más szállítmányozó cégekkel együtt a British Petrol Corp. is bejelenti, hogy a huti támadások miatt elkerüli a Vörös-tengert, illetve a Szuezi-csatornát.[259]
  - Ferenc pápa szándékának megfelelően megjelentik a „Fiducia supplicans” kezdetű, az áldások lelkipásztori természetéről szóló vatikáni állásfoglalás, mely – annak a hangsúlyozása mellett, hogy a katolikus egyház nézetei nem változtak meg a házasságról és a nemi erkölcsről – megteremtette „a szabálytalan helyzetű”, köztük az azonos nemű párok áldásának lehetőségét,[260] azonban semmiképpen sem szabad összetéveszteni a heteroszexuális házasság szentségével.[261]
- december 21. – Lövöldözés Prága belvárosában, tizennégy ember vesztette életét.[262]
- december 23. – Zalaegerszegen elkészül az első magyar gyártású páncélozott gyalogsági harcjármű, a Lynx.[263]
- december 27.
  - Este 8 órakor 693 cm-en tetőzik a Duna Budapestnél.[264]
  - Első alkalommal száll le Ferihegyen az SF Airlines (Kína) Boeing 767-300BCF típusú repülőgépe. (Az előzetes tervek szerint a hetente kétszeri járat Budapestről Hunan tartomány (Kína) felé megszakítás nélkül, Hunanból Budapest felé Karagandai (Kazahsztán) technikai leszállással közlekedik majd.)[265]
- december 31. – Szilveszteri beszéde részeként – trónra lépésének 52. évfordulóján – II. Margit dán királynő bejelentette lemondását.[266]

### Határozatlan dátumú események
- március – Honduras megszakítja diplomáciai kapcsolatokat Tajvannal, és elismeri a Kínai Népköztársaság kormányát „az egyetlen olyan legitim kormánynak, amely egész Kínát képviseli”.[267] (A pekingi vezetésnek 2016-tól kezdődően kilenc országot sikerült magához csábítania, így Tajvan diplomáciai partnereinek száma 13-ra csökkent.)[268]
- április
  - Németország bezárja az utolsó három atomerőművét is. (A bezárásra 2022 végén került volna sor, ám az ukrajnai háború keltette energiakrízis miatt elhalasztották.)[269]
  - India a világ legnépesebb országa, Kínát megelőzve.[270][271][272]
- május – Az Egészségügyi Világszervezet (WHO) kihirdeti, hogy a továbbiakban a koronavírus-járványt nem tekinti nemzetközi egészségügyi kockázatnak, ezzel feloldja a 2020. január 30-án elrendelt legmagasabb készenléti szintet. (Az amerikai Johns Hopkins Egyetem március 10-ével leáll az adatok gyűjtésével, addig 676,6 millió fertőzést és 6,88 millió halálos áldozatot számlált össze.)[273]
- június – Megalakul a Márki-Zay Péter vezette Mindenki Magyarországa Néppárt.[274]
- október – Az ausztráliai népszavazáson 60,73%-os többséggel – és mind a hat szövetségi államban – elutasítják azt az alkotmánymódosítási javaslatot, hogy az ország őslakosaiból tanácsadó testületet hozzanak létre.[275]

## Az év témái

### Kiemelt témák és évfordulós emlékévek 2023-ban

#### Kiemelt témák
- 2022-es orosz invázió Ukrajna ellen
- Covid19-pandémia
- 2023-as Izrael–Hamász-háború

#### Kiemelt emlékévek
- A köles nemzetközi éve.

#### Évszázados évfordulók
- január 1. – Petőfi Sándor magyar költő és forradalmár születésének 200. évfordulója.
- január 7. – Jean Lucienbonnet francia autóversenyző születésének 100. évfordulója.
- január 11. – Carroll Shelby amerikai autótervező, autóversenyző születésének 100. évfordulója.
- január 20. – Madách Imre magyar költő, drámaíró, jogász, politikus születésének 200. évfordulója.
- január 22. – A Himnusz végleges szövegváltozata elkészültének 200. évfordulója.
- február 10. – Theo Fitzau német autóversenyző születésének 100. évfordulója.
- február 12. – Franco Zeffirelli olasz filmrendező, forgatókönyvíró születésének 100. évfordulója.
- február 18. –  Rátonyi Róbert kétszeres Jászai Mari-díjas magyar színész születésének 100. évfordulója.
- február 19. – Giulio Cabianca olasz autóversenyző születésének 100. évfordulója.
- március 24. – Brian Naylor brit autóversenyző születésének 100. évfordulója.
- május 26. – Horst Tappert német színész születésének 100. évfordulója.
- május 27. – Henry Kissinger amerikai diplomata, politikus, politológus, író és történész születésének 100. évfordulója.
- június 5. – Jorge Daponte argentin autóversenyző születésének 100. évfordulója.
- június 6. – Ivor Bueb kétszeres Le Mans-i 24 órás autóverseny győztes brit autóversenyző születésének 100. évfordulója.
- június 16. – Ron Flockhart brit autóversenyző születésének 100. évfordulója.
- június 19. – Blaise Pascal francia matematikus, fizikus születésének 400. évfordulója.
- június 28. – Adolfo Schwelm Cruz argentin autóversenyző születésének 100. évfordulója.
- július 2. – Melis György Kossuth-, és háromszoros Liszt Ferenc-díjas magyar operaénekes születésének 100. évfordulója.
- augusztus 2. – Simón Peresz izraeli politikus születésének 100. évfordulója.
- augusztus 19. – Gera Zoltán Kossuth-díjas magyar színész születésének 100. évfordulója.
- augusztus 31. – Guckler Károly erdőmérnök halálának 100. évfordulója.
- szeptember 15. – Fejes Endre Kossuth-díjas magyar író születésének 100. évfordulója.
- szeptember 28. – Kabos László Jászai Mari-díjas magyar színművész születésének 100. évfordulója.
- október 4. – Charlton Heston Oscar-díjas amerikai színész születésének 100. évfordulója.
- október 16. – A The Walt Disney Company megalapításának 100. évfordulója.
- október 29. – A Török Köztársaság kikiáltásának 100. évfordulója.
- december 2. – Maria Callas görög opera-énekesnő születésének 100. évfordulója.
- december 19. – Onofre Marimón argentin autóversenyző születésének 100. évfordulója.

### 2023 a sportban
- május 12–28. – A finnországi Tampere és a lettországi Riga rendezik a férfi jégkorong-világbajnokságot. (A magyar válogatott harmadik alkalommal játszhat a jégkorongelitben.)[16]
- június 11. – A 31 éves Szvoboda Bence magyar motokrossz-versenyző egy csehországi motokrossz-pályán balesetet szenvedett, melynek következtében június 14-én egy prágai kórházban elhunyt.
- július 20.–augusztus 20. – Első alkalommal rendezik 32 csapat részvételével a női labdarúgó-világbajnokságot. (A nyitómérkőzést az új-zélandi Aucklandban, a döntőt az ausztráliai Sydney-ben tartják.)[16]
- augusztus 19–27. – A 19. szabadtéri atlétikai világbajnokságot Budapesten tartják. (A magyar főváros 2018-ban kapta meg a rendezési jogot. Ez az első közép-európai szabadtéri atlétikai világbajnokság.)[16]
- augusztus 25.–szeptember 10. – Férfi kosárlabda-világbajnokság a Fülöp-szigeteken, Japánban és Indonéziában.[276]
- október 3. – Felveszi a magyar állampolgárságot Marco Rossi, a magyar labdarúgó-válogatott szövetségi kapitánya.[277]
- november 16. – A Magyar labdarúgó-válogatott a  Bulgária elleni döntetlennel – egy körrel a selejtezősorozat zárása előtt – bebiztosította részvételét a 2024-es labdarúgó-Európa-bajnokságon.[278]
- november 16–18. – A Formula–1 gyorsaságiautóverseny-sorozatban 1982 után visszatér a Las Vegas-i Nagydíj.[279][280][281][282]

### 2023 a légi közlekedésben
- január 15. – Nepálban lezuhan a Yeti Airlines légitársaság 691-es járata.[283]
- január 18. – A Kijev melletti Brovariban lezuhan az Ukrán Katasztrófavédelmi Szolgálat EC225 Super Puma típusú helikoptere. (A balesetben tizenhatan – köztük az ország belügyminisztere és más magas rangú minisztériumi tisztviselők is – meghaltak.)[284]

### 2023 a filmművészetben
- január 10. – A kaliforniai Beverly Hillsben megrendezik a 80. Golden Globe-gálát.
- március 12. – Megrendezik a 95. Oscar-gálát Los Angelesben, a Dolby Színházban.[285]

### 2023 a televízióban
- január 7. – Bemutatkozik a Gólkirályság című sorozat az RTL-en, Lovas Rozi főszereplésével.[286]
- január 23. – A TV2 bemutatja a Hazatalálsz című, új magyar napi sorozatot.[287]
- február 1. – Hivatalosan is megkezdi az adását a Max4, a Network4 hetedik csatornája.[288]
- február 3. – Kolosi Péter, az RTL programigazgatója a Fókusz című közszolgálati magazinműsorban bejelenti, hogy 2023 őszén a kereskedelmi csatorna képernyőre tűzi a 2012-ben a TV2 által bemutatott The Voice – Magyarország hangja című énekes tehetségkutató show-műsor második évadát, egyúttal elkezdődik a jelentkezők toborzása is.[289]
- március 1. – Elindul a Magyar Mozi TV nevű filmcsatorna.[290]
- március 18. – Átnevezéssel megszűnik a Boomerang, és Cartoonito néven folytatja tovább a működését.[291]
- július 31. – Megszűnik a FIX TV lineáris adása és az interneten folytatja tovább a működését.[292]
- augusztus 1. – Arculatot vált a Nickelodeon és ezzel visszatér a legendás splat variáció, ami meghatározta a csatornát éveken keresztül.[293]
- december 31. – Megszűnik a Discovery Science és a DTX.[294]

### 2023 a zenében
- február 5. – 65. Grammy-gála
- február 11. – 43. Brit Awards-gála
- május 9–13. – A 67. Eurovíziós Dalfesztivált – a Svédország színeiben induló – Loreen nyeri, a Tattoo című dalával.[295] (Második helyen a Finnországot képviselő Käärijä végzett Cha Cha Cha című dalával,[296] a harmadik helyezést az izraeli Noa Kirel és a Unicorn című dal szerezte meg.[297] Magyarország sorozatban negyedik éve nem vett részt a versenyen.)[16]
- október 1. – Átalakul a Petőfi Rádió. (Innentől kezdve csak magyar zenéket sugároz.)[298]
- az év folyamán – The Eras Tour, Taylor Swift amerikai énekes koncertturnéja, minden idők legsikeresebb női előadó által előadott koncertsorozata.

Fontos albumok
- Ava Max – Diamonds & Dancefloors
- Bagossy Brothers Company – Angyalok a Parkolóban / Ünnep
- Chris Brown: 11:11
- Csimin – Face
- Depeche Mode – Memento Mori
- Duran Duran – Danse Macabre
- Ed Sheeran – –
- Ed Sheeran – Autumn Variations
- Fall Out Boy – So Much (for) Stardust
- Foo Fighters – But Here We Are
- Cher – Christmas
- Ice Spice – Like..?
- FOLLYA – Follya
- Jack Harlow – Jackman
- The Rolling Stones – Hackney Diamonds
- Mika –  Zodi & Téhu, frères du désert (filmzene) / Que ta tête fleurisse toujours
- James Blunt: Who We Used to Be
- Karol G – Mañana Será Bonito
- Richard Sanderson: Legend (Visiting The Testament)
- Kelly Clarkson – Chemistry
- Kesha – Gag Order
- Kylie Minogue – Tension
- Lana Del Rey – Did You Know That There’s a Tunnel Under Ocean Blvd
- Lil Yachty – Let’s Start Here
- Martin Solveig – Back to Life
- Måneskin – Rush!
- Melanie Martinez – Portals
- Metallica – 72 Seasons
- Ellie Goulding – Higher Than Heaven
- Miley Cyrus – Endless Summer Vacation
- Jonas Brothers – The Album
- NF – Hope
- Olivia Rodrigo – Guts
- OMD – Bauhaus Staircase
- Paul Young: Behind the Lens
- Pierce the Veil – The Jaws of Life
- Pitbull – Trackhouse
- Pink – Trustfall
- Post Malone – Austin
- Post Malone – The Diamond Collection
- Raye – My 21st Century Blues
- Chappell Roan – The Rise and Fall of a Midwest Princess
- Rebecca Black – Let Her Burn
- Sam Smith – Gloria
- Sean Combs – The Love Album: Off the Grid
- Shania Twain – Queen of Me
- Sophie Ellis-Bextor – Hana
- Suzi Quatro – Face to Face
- Take That – This Life
- Taylor Swift – 1989 (Taylor’s Version)
- Taylor Swift – Speak Now (Taylor’s Version)
- The Kid LAROI – The First Time
- Trippie Redd – Mansion Musik
- Vanessa Amorosi: Memphis Love
- U2 – Songs of Surrender

### 2023 a kriminalisztikában
- január 12. – Újbudai rendőrgyilkosság
- szeptember 20. – 2023-as esztergomi rendőrgyilkosság
- október 18. – Pécsi gyermekgyilkosság

## Halálozások 2023-ban
- január 2. – Ken Block, amerikai autó- és motorversenyző (* 1967)
- január 3. – Walter Cunningham, amerikai űrhajós (* 1932)
- január 4. – Morcsányi Géza, Jászai Mari-díjas magyar dramaturg, műfordító, egyetemi tanár (* 1952)
- január 6. – Gianluca Vialli, olasz labdarúgó, edző (* 1964)
- január 9. – Mészáros Ferenc, magyar válogatott labdarúgó, edző (* 1950)
- január 10.
  - Jeff Beck, angol rockgitáros (* 1944)
  - Gerő András, Széchenyi-díjas magyar történész (* 1952)
  - II. Konstantin görög király, (* 1940)
- január 12. – Lisa Marie Presley, amerikai énekesnő, Elvis Presley lánya (* 1968)
- január 15. – Tamás Gáspár Miklós, magyar filozófus, politikus, közíró (* 1948)
- január 16. – Gina Lollobrigida,  olasz színésznő, énekesnő (* 1927)
- január 18. – David Crosby, amerikai énekes, gitáros, dalszerző (* 1941)
- január 19. – Mécs Imre, magyar villamosmérnök, politikus, szabadságharcos (* 1933)
- január 29. – Annie Wersching, amerikai színésznő (* 1977)
- január 31. – Schmidt Egon, Kossuth-díjas magyar író, ornitológus (* 1931)
- február 2. – Jean-Pierre Jabouille, francia autóversenyző (* 1942)
- február 4. – Saríf Iszmáíl, egyiptomi politikus, miniszterelnök (*1955)
- február 5. – Pervez Musarraf, Pakisztán tizedik elnöke (* 1943)
- február 8.
  - Burt Bacharach, Oscar-díjas amerikai zeneszerző, zongorista, producer (* 1928)
  - Miroslav Blažević, boszniai horvát labdarúgó, edző (* 1935)
- február 15. – Paul Berg, amerikai Nobel-díjas biokémikus (* 1926)
- február 17. – Gráf László, Széchenyi-díjas biokémikus, egyetemi tanár, az MTA rendes tagja (* 1942)
- február 20. – Lendvai Miklós, magyar válogatott labdarúgó, edző (* 1975)
- február 22. – Dunai Tamás, Jászai Mari-díjas magyar színművész, érdemes és kiváló művész (* 1949)
- március 3.
  - Tom Sizemore, amerikai színész (* 1961)
  - Óe Kenzaburó, irodalmi Nobel-díjas japán író (* 1935)
- március 8. – Hajím Topól, kétszeres Golden Globe-díjas izraeli színész (* 1935)
- március 17. – Párkai István, Kossuth-díjas magyar karmester, a nemzet művésze (* 1928)
- március 30. – Ragályi Elemér, Kossuth-díjas magyar operatőr (* 1939)
- április 3. – Géczy Dorottya, Jászai Mari-díjas magyar színésznő, énekesnő (* 1931)
- április 8. – Kenneth McAlpine, brit autóversenyző (* 1920)
- április 18. – Török Ádám, Máté Péter-díjas magyar énekes, fuvolista, dalszövegíró (* 1948)
- április 23. – Cs. Németh Lajos, Aase-díjas magyar színész, szinkronszínész (* 1940)
- április 25.
  - Harry Belafonte, Grammy-díjas amerikai énekes, színész, producer (* 1927)
  - Szélyes Imre, Jászai Mari-díjas, erdélyi születésű magyar színművész, rendező, szinkronszínész (* 1944)
- április 29. – Vágó István, magyar műsorvezető, politikus (* 1949)
- május 1. – Pomogáts Béla, Széchenyi-díjas magyar kritikus, irodalomtörténész, tanár (* 1934)
- május 8. – Máthé Erzsi, Kossuth-díjas magyar színművész, a nemzet színésze (* 1927)
- május 18.
  - Helmut Berger, osztrák színész (* 1944)
  - Jim Brown, amerikai amerikaifutball-játékos, színész (* 1936)
- május 20. – Lang Györgyi, magyar énekesnő, színésznő, a Pa-dö-dő együttes tagja (* 1957)
- május 21. – Suchman Tamás, politikus, országgyűlési képviselő (1990-2010) (* 1954)
- május 24. – Tina Turner, többszörös Grammy-díjas és Golden Globe-díjas amerikai énekesnő (* 1939)
- május 26. – Szegedi Erika, Jászai Mari-díjas magyar színésznő, érdemes és kiváló művész (* 1942)
- június 8. – Pat Robertson, amerikai médiamogul, televíziós lelkipásztor, politikai kommentátor (* 1930)
- június 12.
  - Silvio Berlusconi,  olasz üzletember és politikus, négy alkalommal Olaszország miniszterelnöke (* 1936)
  - Treat Williams, amerikai színész (Hair) (* 1951)
- június 13. – Cormac McCarthy, amerikai író (* 1933)
- június 14. – Szvoboda Bence, magyar motokrosszversenyző (* 1992)
- június 15. – Glenda Jackson, kétszeres Oscar-díjas angol színésznő, politikus (* 1936)
- június 29. – Alan Arkin, Oscar-díjas amerikai színész (* 1934)
- július 11. – Milan Kundera, cseh–francia író, drámaíró, költő, esszéista (* 1929)
  - Horst Fuchs, német televíziós személyiség (*1946)
- július 16. – Jane Birkin, brit származású francia színésznő, énekesnő (* 1946)
- július 17. – Lator László, Kossuth-díjas magyar költő, esztéta, műfordító, a nemzet művésze (* 1927)
- július 19. – Balázsovits Lajos, Balázs Béla-díjas magyar színész, érdemes művész, a nemzet színésze (* 1946)
- július 21. – Tony Bennett, Grammy-díjas amerikai jazzénekes (* 1926)
- július 23. – Pap Éva Jászai Mari-díjas magyar színésznő (* 1939)
- július 26. – Sinéad O’Connor, Grammy-díjas ír énekesnő (* 1966)
- augusztus 7. – William Friedkin, Oscar-díjas amerikai filmrendező, forgatókönyvíró, producer (* 1935)
- augusztus 22. – Toto Cutugno, olasz énekes, dalszerző (* 1943)
- augusztus 23. – Jevgenyij Viktorovics Prigozsin, orosz oligarcha és Vlagyimir Putyin orosz elnök közeli bizalmasa volt (* 1961)
- szeptember 8. – Tiboldi Mária, Jászai Mari-díjas magyar színésznő (* 1939)
- szeptember 22.
  - Dávid Katalin, kétszeres Széchenyi-díjas magyar művészettörténész (* 1923)
  - Giorgio Napolitano olasz politikus, köztársasági elnök (* 1925)
- szeptember 28. – Michael Gambon, ír színész (* 1940)
- október 1. – Rózsa Huba, római katolikus pap, pápai prelátus, pápai protonotárius, teológus, Széchenyi-díjas egyetemi tanár, a Pázmány Péter Katolikus Egyetem professor emeritusa (* 1939)
- október 8. – Sólyom László, magyar jogtudós, egyetemi tanár, az Alkotmánybíróság első elnöke, köztársasági elnök (* 1942)
- október 11. – Bobby Charlton, világbajnok (1966) angol labdarúgó, edző (* 1937)
- október 14. – Piper Laurie, Golden Globe-díjas (Twin Peaks) amerikai színésznő (* 1932)
- október 17. – Kállai Kiss Ernő, Kossuth- és kétszeres Liszt Ferenc-díjas magyar klarinét- és tárogatóművész (* 1939)
- október 27. – Hajnal Gabriella, Munkácsy Mihály-díjas magyar képzőművész, iparművész (* 1928)
- október 28. – Matthew Perry, amerikai színész (Jóbarátok) (* 1969)
- november 3. – Turi-Kovács Béla, ügyvéd, politikus, országgyűlési képviselő (1998-tól haláláig) (* 1935)
- november 16. –  Galambos Erzsi, Kossuth- és Jászai Mari-díjas magyar színésznő (* 1931)
- november 18.
  - Csomós Mari, Kossuth- és Jászai Mari-díjas magyar színésznő, érdemes művész, a nemzet színésze (* 1943)
  - Palotai Zsolt, underground lemezlovas (* 1961)
- november 19.
  - Joss Ackland, angol színész (Halálos fegyver 2.), a Brit Birodalom Rendje parancsnoki fokozatának birtokosa (* 1928)
  - Rosalynn Carter, amerikai First Lady (1977-1981), Jimmy Carter felesége (* 1927)
- november 28. – Bajomi Nagy György, Jászai Mari-díjas magyar színész (* 1966)
- november 29. – Henry Kissinger,  amerikai diplomata, politikus, USA külügyminisztere (1973-1977) (* 1923)
- november 30. – Shane MacGowan, ír énekes, dalszerző, gitáros (The Pogues) (* 1957)
- december 6. – Andresz Kati, színésznő, szinkronszínésznő (* 1955)
- december 8. – Ryan O’Neal, amerikai színész (* 1941)
- december 15. – Budai Ilona, Kossuth-díjas magyar népdalénekes, a nemzet művésze (* 1951)
- december 18. – Dózsa László, magyar színész, rendező, érdemes és kiváló művész (* 1942)
- december 26. – Wolfgang Schäuble, német politikus, miniszter, a Bundestag elnöke (2017–2021) (* 1942)
- december 30.
  - Kovács András Ferenc, Kossuth-díjas erdélyi magyar költő, esszéíró, műfordító (* 1959)
  - Tom Wilkinson, Golden Globe-díjas angol színész (* 1948)

## Nobel-díjak és Nobel-díjasok
| Fizikai                     | Krausz Ferenc, Pierre Agostini, Anne L’Huillier              |
| Kémiai                      | Moungi G. Bawendi, Alekszej Ivanovics Jekimov, Louis E. Brus |
| Orvosi-élettani             | Karikó Katalin, Drew Weissman                                |
| Irodalmi                    | Jon Fosse                                                    |
| Béke                        | Nargesz Mohammadi                                            |
| Közgazdasági Nobel-emlékdíj | Claudia Goldin                                               |